# Wera Borissowna Kowalewskaja

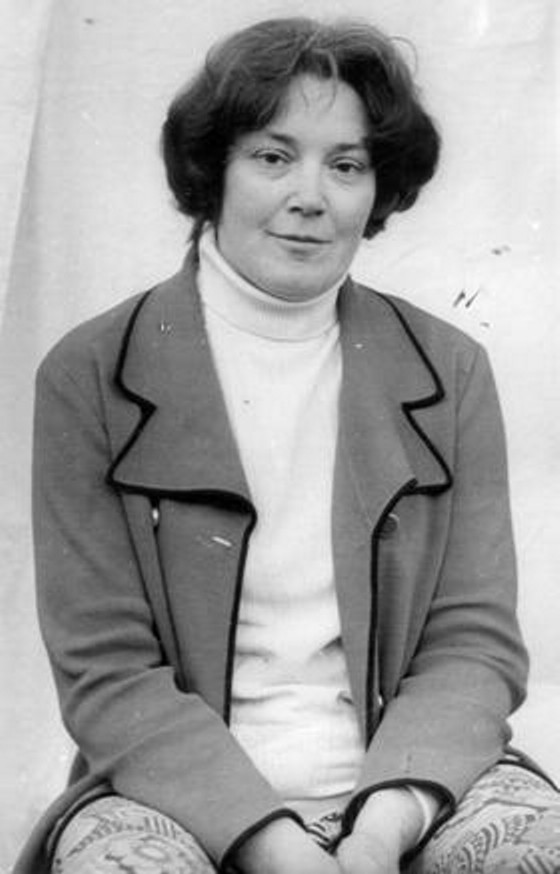
Wera Borissowna Kowalewskaja

Wera Borissowna Kowalewskaja (russisch Вера Борисовна Ковалевская; * 5. Juli 1931 in Leningrad) ist eine sowjetisch-russische Prähistorikerin.

## Leben
Kowalewskajas Vater Boris Wladimirowitsch Schewjakow (1908–1937) war Kunsthistoriker und wurde nach Verhaftung im Januar 1933 nach Artikel 58 des Strafgesetzbuches der RSFSR im Mai 1933 im Prozess gegen Angehörige der Nowgoroder Altertumsgesellschaft zur Höchststrafe (Tod durch Erschießen) verurteilt, die in 10 Jahre Lagerhaft umgewandelt wurde. Die Mutter Tatjana Sergejewna Schtscherbatowa-Schewjakowa (1905–2000) aus der Fürsten-Familie Schtscherbatow war ebenfalls Kunsthistorikerin und flüchtete nach der Verurteilung ihres Mannes vor Repressionen mit ihrer Tochter 1935 aus Leningrad nach Tiflis, wo sie dann lebte und arbeitete.
Kowalewskaja besuchte die russische Schule in Tiflis (Abschluss 1951 mit Goldmedaille). Ihres Vaters wegen konnte sie nur dank der Hilfe des Physikers und Präsidenten der Akademie der Wissenschaften der UdSSR Sergei Wawilow 1951 das Studium an der Lomonossow-Universität Moskau (MGU) in der Geologischen Fakultät beginnen, aus der sie dann in die Historische Fakultät wechseln konnte.
Nach dem Abschluss des Studiums 1956 begann Kowalewskaja im Moskauer Institut für Archäologie der Akademie der Wissenschaften der UdSSR zu arbeiten. Sie absolvierte dort die Aspirantur bei Alexei Smirnow bis 1961. Ab 1954 hatte sie sich an Prospektionen auf der Krim beteiligt und dann auch an archäologischen Expeditionen auf der Taman-Halbinsel unter der Leitung Boris Rybakows und im Nordkaukasus unter der Leitung Jewgeni Krupnows. Ihr Forschungsschwerpunkt wurden die Alanen. 1962 verteidigte sie ihre Dissertation über Schmuck aus Glas, Stein und Metall des 4.–9. Jahrhunderts aus dem Nordkaukasus und aus der Krim als historische Quellen mit Erfolg für die Promotion zur Kandidatin der historischen Wissenschaften.
Ab 1968 führte Kowalewskaja selbständig Ausgrabungen und Prospektionen im Tal von Kislowodsk und in Nordossetien durch. Als begeisterte Reiterin erkundete sie die Gebirgstäler zu Pferde (1962 hatte sie bei Mosfilm eine Reiterin-Rolle übernommen).
Seit 1985 arbeitet Kowalewskaja in der Abteilung für Theorie und Methodik des Instituts für Archäologie. Sie verteidigte 1988 mit Erfolg ihre Doktor-Dissertation über das zentrale Kaukasusvorland im Altertum und im frühen Mittelalter im Hinblick auf die Wanderungen iranischer Stämme für die Promotion zur Doktorin der historischen Wissenschaften. Sie leitete Expeditionen bis 1992.
Kowalewskaja war in erster Ehe mit dem Historiker Dega Deopik (* 1932) verheiratet und bekam den Sohn Oleg Degowitsch Kowalewski. In zweiter Ehe heiratete sie den Priester, Künstler und Dissidenten Nikolai Eschliman (1929–1985) und bekam die Tochter Irina Nikolajewna Eschliman.